# Попов, Василий Александрович
Василий Александрович Попов (12 марта 1921 года, д. Камешник, Шенкурский район, Архангельская область — ?) — работник рыбопромыслового флота, старший механик на судах Мурманского тралового флота, Герой Социалистического Труда.

## Биография
Родился 12 марта в деревне Камешник Архангельской области. В 16 лет устроился работать на местный целлюлозно-сульфатный завод. В 1940 году был призван в армию. Во время Великой Отечественной войны в 1942 году вступил в ряды ВКП(б). После пятого ранения в 1944 году был демобилизован. После возвращения с фронта прошел курсы судовых машинистов. В 1944—1945 годах — электрик на судне «Мгла» Беломорской военной флотилии. Затем — котельный машинист на судах Главсевморпути.
С 1952 года работает на судах Мурманского тралового флота. Одновременно заканчивает школу ускоренной подготовки командного состава (ШУКС).С 1955 года работает старшим механиком на траулере «Соловецкий». В 1959 году в той же должности переходит на траулер «Воткинск».
13 апреля 1963 года Указом Президиума Верховного Совета СССР за выдающиеся успехи в достижении высоких показателей добычи рыбы и производства рыбной продукции ему было присвоено звание Героя Социалистического Труда с вручением ордена Ленина и золотой медали «Серп и Молот».
Работал старшим механиком на промысловых судах Управления тралового флота Мурманска. В 1977 году ушел на пенсию. Проживал в г. Мурманске.

## Награды
- Орден Ленина (1963 г.)
- Орден Отечественной войны I степени (1985 г.)
- Орден Красной Звезды (1945 г.)
- Медаль «За оборону Советского Заполярья»[2][3]